# 长兴乡 (七台河市)
长兴乡，是中华人民共和国黑龙江省七台河市新兴区下辖的一个乡镇级行政单位。

## 行政区划
长兴乡下辖以下地区：
长兴村、东新村、中鲜村、马鞍村、柳毛河村、宏志村、罗泉村、长发村、长安村、红旗村、新风村、山星村和农牧场生活区。